# Władimir Agkacew
Władimir Michajłowicz Agkacew (ros. Владимир Михайлович Агкацев, ur. 25 kwietnia 1911 we Władykaukazie, zm. 26 kwietnia 2000 w Moskwie) – radziecki działacz państwowy i partyjny.

## Życiorys
Początkowo był przewodniczącym Rady Wiejskiej w Północnoosetyjskim Obwodzie Autonomicznym, potem kierownikiem wydziału rejonowego komitetu Komsomołu w Północnoosetyjskim Obwodzie Autonomicznym, w 1937 został członkiem WKP(b). Studiował na Uniwersytecie Komunistycznym w Groznym, w 1938 został pomocnikiem I sekretarza Północnoosetyjskiego Komitetu Obwodowego WKP(b), potem kierownikiem sektora tego komitetu i kierownikiem wydziału tego komitetu, w latach 1942-1943 pracował w NKWD Północnoosetyjskiej ASRR, potem był zastępcą przewodniczącego Rady Komisarzy Ludowych tej republiki. Od czerwca 1944 do 1946 był III sekretarzem Północnoosetyjskiego Komitetu Obwodowego WKP(b), kolejno w latach 1946-1949 słuchaczem Wyższej Szkoły Partyjnej przy KC WKP(b), od października 1949 do marca 1951 instruktorem KC WKP(b), a od marca 1951 do czerwca 1952 kierownikiem sektora Wydziału Organów Partyjnych, Związkowych i Komsomolskich KC WKP(b). Od czerwca 1952 do listopada 1953 był inspektorem KC WKP(b)/KPZR, od listopada 1953 do 5 sierpnia 1961 I sekretarzem Północnoosetyjskiego Komitetu Obwodowego KPZR, a w latach 1961-1963 ponownie inspektorem KC KPZR, od 25 lutego 1956 do 17 października 1961 wchodził w skład Centralnej Komisji Rewizyjnej KPZR. Deputowany do Rady Najwyższej ZSRR IV i V kadencji (1954-1962).